# Jan Lála
Jan Lála (Libická Lhotka, 10 settembre 1938) è un ex calciatore cecoslovacco, di ruolo difensore.